# 六軒町 (川越市)
六軒町（ろっけんまち）は、埼玉県川越市の町名。現行行政地名は六軒町一丁目および二丁目。郵便番号は350-0041。

## 地理
川越市の中心市街地に位置する。北で末広町・仲町、東で連雀町、南東で中原町、西で田町・三光町と隣接する。川越市駅東口があり、住宅地として利用されている。

## 歴史
かつては喜之助町という名称であった。人がほとんど住んでおらず、久太郎という名の狐が人を化かしていたという言い伝えが残っている。久太郎狐は張り子の面や和菓子の名前などに用いられている。
榎本（または橋本）勘解由という人物が最初にここに居住したとの記録が残っている。妙養寺の門前に六軒の家があったことからその周辺が六軒町と呼ばれるようになり、やがて地域全体の名前になった。
その後、入間川街道や飯能方面への道が整備され交通の要衝となったが、時代が明治になり1895年に川越鉄道が開通すると、物流は六軒町から離れた。これに危機感を持った住民は東上鉄道建設に際して土地5000坪を寄付し、川越町駅の誘致に成功した。地域史資料によっては、当初の駅名を六軒町駅と記載する例も見られる。
1962年（昭和37年）3月1日に川越市中心部の町界・町名整理が実施され、旧六軒町・野田町の一部が六軒町一丁目に、また旧六軒町・境町・中原町の一部が六軒町二丁目にそれぞれ整理された。一方、旧六軒町の一部で中原町に整理された区域と、旧境町・御鷹部屋町とともに三光町となった区域もあった。

## 交通

### 鉄道
- 東武東上本線
  - 川越市駅

### 道路
- 埼玉県道15号川越日高線
- 埼玉県道246号川越市停車場線

## 施設
- 埼玉県立川越女子高等学校
- 川越市中央公民館分室 - 平成31年より貸出停止中[12]
- 川越六軒町郵便局 - 1979年から2023年まで六軒町内に所在したが、隣接する田町に移転した。国の登録有形文化財である旧六軒町郵便局も田町である。
- カトリック川越教会
- 丹徳庭園